# Feketefarkú titira
A feketefarkú titira (Tityra cayana) a madarak (Aves) osztályának verébalakúak (Passeriformes) rendjébe és a Tityridae családjába tartozó faj. Besorolása vitatott, egyes rendszerezők a kotingafélék (Cotingidae) családjába sorolják.

## Rendszerezése
A fajt Carl von Linné svéd természettudós írta le 1766-ban, a Lanius nembe Lanius cayanus néven.

## Alfajai
- Tityra cayana braziliensis (Swainson, 1838)
- Tityra cayana cayana (Linnaeus, 1766)[3]

## Előfordulása
Argentína, Bolívia, Brazília, Kolumbia, Ecuador, Francia Guyana, Guyana, Paraguay, Peru, Suriname, Trinidad és Tobago, valamint Venezuela területén honos. 
Természetes élőhelyei a szubtrópusi vagy trópusi síkvidéki esőerdők és mocsári erdők. Állandó, nem vonuló faj.

## Megjelenése
Testhossza 19,5–22 centiméter, testtömege 60–80 gramm.

## Életmódja
Főleg rovarokkal táplálkozik, de gyümölcsöket is fogyaszt.

## Szaporodása
Üregbe, vagy elhagyott harkályodúba rakja fészkét.

## Természetvédelmi helyzete
Az elterjedési területe rendkívül nagy, egyedszáma viszont csökkenő, de még nem éri el a kritikus szintet. A Természetvédelmi Világszövetség Vörös listáján nem fenyegetett fajként szerepel.